# Bo G. Jenevall
Bo Gunnar Jenevall, född 25 november 1933 i Kungsholms församling i Stockholm, död 27 mars 2015 i Hägerstens församling i Stockholm, var en svensk politiker (nydemokrat) och riksdagsledamot 1991–1994 för Stockholms kommuns valkrets.
Bo G. Jenevall var bland annat ledamot i finans-, bostads- och näringsutskottet. I Ny demokrati var Jenevall bland annat valgeneral samt bostads- och ekonomipolitisk talesman, men han lämnade partiet i juni 1994 och ansökte i oktober samma år om medlemskap i Moderata samlingspartiets lokalavdelning i Skepplanda. Senare blev han kommunpolitiker i Ale kommun för moderaterna. Han lämnade Ny demokrati på grund av personstriderna. Bo G. Jenevall kom från Älvängen norr om Kungälv och arbetade som konsult och entreprenör. Dessutom var han styrelseledamot i flera företag och vd. I riksdagen ville han syssla med näringspolitik och industrins miljöfrågor.